# Šumburk nad Desnou
Šumburk nad Desnou (německy Schumburg an der Desse) je část města Tanvald v okrese Jablonec nad Nisou. Nachází se na severovýchodě Tanvaldu. Šumburk nad Desnou je také název katastrálního území o rozloze 4,53 km². Nachází se v něm hlavní tanvaldské nádraží.

## Historie
První písemná zmínka o vesnici pochází z roku 1611.
Šumburk má podobně jako Tanvald počátky na začátku 17. století a jeho obyvatelé se zabývali zpracováním lnu, později i bavlny. Obyvatelé výše položených osad Hoření Šumburk a Český Šumburk se zabývali zemědělstvím. Roku 1880 měl Šumburk asi 2200 obyvatel.
V srpnu 1901 byl v Šumburku vysvěcen nový kostel svatého Františka z Assisi. Roku 1906 byl Šumburk povýšen na městys a roku 1925 na město. Roku 1942 byla nařízením německých říšských úřadů většina Šumburku připojena k Tanvaldu s výjimkou Svárova, který byl připojen k Velkým Hamrům.